# Nanga Parbat
Nanga Parbat, der også kendes under navnet Diamir er verdens 9. højeste bjerg og det næsthøjeste bjerg i Pakistan. Bjerget er 8.125 meter højt og navnet Nanga Parbat betyder det nøgne bjerg på urdu og hindi.
Nanga Parbat ligger i den vestlige del af Himalaya, og er den 8000-meter, som ligger længst mod vest. Bjergkæden ligger lige syd for Indus-floden og Karakorum Highway, i Diamir-distriktet i det nordlige Pakistan (ca. 70 km syd for byen Gilgit). Den vestlige del af Karakorum-bjergkæden ligger lige nord for Nanga Parbat.
Nanga Parbat er ikke blot en enkelt bjergtop, men en 20 km lang bjergkæde som rejser sig højt over det omkringliggende landskab. Den sydvestlige del af kæden kendes under navnet Mazeno Ridge, og består af flere bjergtoppe. Bjergkædens hovedryg strækker sig mod øst og nordøst op mod Rakhiot Peak (7.070 m).
Bjergtoppene i Nanga Parbat bjergkæden omfatter:
- Nanga Parbat (hovedtoppen) 8125 m
- Schulter 8070 m
- Sydtoppen 8042 m
- Nordøsttoppen 7910 m
- Nordtoppen 7815 m
- Nordtoppen II 7785 m
- Silberzacken 7597 m
- Østtoppen 7530 m
- Rakhiot Peak 7070 m

Nanga Parbats hovedtop blev besteget første gang den 3. juli 1953 af østrigeren Hermann Buhl, der besteg toppen alene, efter at de øvrige bjergbestigere fra hans ekspedition havde opgivet. Herman Buhl blev samtidig den første og eneste bjergbestiger, som har førstebesteget et bjerg på over 8.000 meter alene og uden kunstig tilførsel af ilt.
35°14′21″N 74°35′24″Ø / 35.2392°N 74.59°Ø